# بخش رضویه
بخش رضویه یکی از بخش‌های شهرستان مشهد در استان خراسان رضوی ایران است. بخش رضویه در شرق مشهد قرار دارد و مرکز آن نیز شهر رضویه است.

## تقسیمات کشوری
بخش رضویه در سال ۱۳۷۰ تأسیس شده‌است. این بخش شامل سه دهستان و یک شهر است:
- دهستان آبروان
- دهستان پایین ولایت
- دهستان میامی
- شهر: رضویه

## جمعیت
بنابر سرشماری مرکز آمار ایران، جمعیت بخش رضویه شهرستان مشهد در سال ۱۳۸۵ برابر با ۶۷۷۹۰ نفر بوده‌است. جمعیت این بخش در سال ۱۳۹۰ به ۵۰۱۶۹ نفر (در ۱۳۵۶۶ خانوار) رسیده‌است.